# Вагхорн, Эдуардо
Эдуардо Вагхорн (исп. Eduardo Waghorn, полное имя Эдуардо Вагхорн Халаби, исп. Eduardo Waghorn Halaby; 14 июня 1966, Сантьяго-де-Чили) - чилийский музыкант, композитор и автор-исполнитель; также увлекается поэзией, художественным рисунком и рекламой. Автор более 500 песен на испанском языке. Вагхорн сам определяет свой стиль как «смесь Трова, поп и фолка»
.

## Биография
Карьера Вагхорна началась в 1984 году, когда ему было 17 лет.
С 1988, при переезде в О’Хиггинс, работает в качестве учителя музыки в нескольких городах этого района, параллельно сочиняя песни, позже многие из которых войдут в его альбом Muñeco de Trapo ("тряпичная кукла").
В начале 1990-х годов Вагхорн отправляется в Аргентину, где исполняет песни для различных радиостанций. Вернувшись в Чили, с 1991 года записывает несколько демо, чтобы выпустить свой первый альбом на рынке, однако из-за сложностей проект был отложен.
Вышедший в апреле 2012 альбом 12 de Agosto был дважды номинирован на премию Altazor Award и удостоен почетным упоминанием за "лучшую поп-песню".

## Дискография
- 2011: Muñeco de Trapo
- 2012: 12 de Agosto